# George Edward Cole

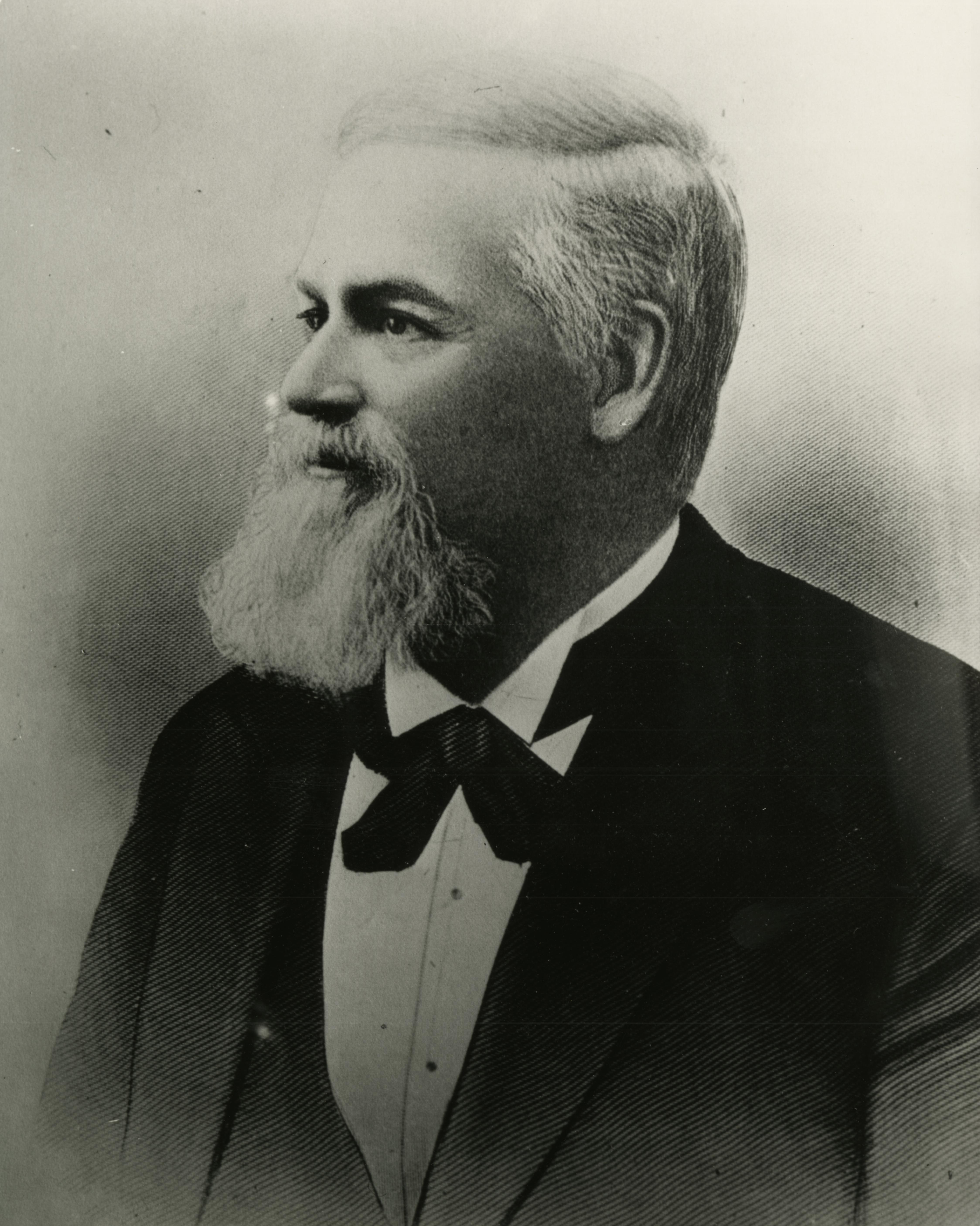
George Edward Cole

George Edward Cole (* 23. Dezember 1826 in Trenton Falls, Oneida County, New York; † 3. Dezember 1906 in Portland, Oregon) war ein US-amerikanischer Politiker und von 1866 bis 1867 der sechste Gouverneur des Washington-Territoriums.

## Frühe Jahre
George Cole besuchte die örtlichen Schulen seiner Heimat und dann das Hobart Hall Institute. Danach war er in einem Verkaufsladen angestellt. Über Illinois gelangte er im Jahr 1849, mitten im Goldrausch, nach Kalifornien. Im Jahr 1850 zog er in das Oregon-Territorium. Dort interessierte er sich für die verschiedensten Geschäftsbereiche. So war er beispielsweise im Handelsgeschäft und bot auf dem Willamette River Transporte mit Hilfe von Dampfern an. Darüber hinaus war er auch noch im Bergwerkswesen und in der Landwirtschaft engagiert.

## Politische Laufbahn
Zwischen 1852 und 1853 war er Abgeordneter im territorialen Parlament von Oregon. In den Jahren 1859 bis 1860 fungierte er als Protokollist am Bundesgericht für den Oregon-Distrikt. 1860 zog er nach Walla Walla im Washington-Territorium. Zwischen März 1863 und März 1865 vertrat er dieses Gebiet als Delegierter im Repräsentantenhaus der Vereinigten Staaten. Im November 1866 wurde der Demokrat von US-Präsident Andrew Johnson zum neuen Gouverneur im Washington-Territorium ernannt. Dieses Amt bekleidete er nur wenige Monate bis zum 4. März 1867. Nach seiner Gouverneurszeit zog er nach Portland in Oregon. Dort war er von 1869 bis 1872 am Eisenbahnbau beteiligt. Von 1873 bis 1881 war er Leiter der Poststelle in Portland. Im Jahr 1889 zog er nach Spokane; zwischen 1890 und 1892 war er Kämmerer im Spokane County.
Nach dem Ende seiner politischen Laufbahn im Jahr 1892 widmete sich Cole wieder seinen geschäftlichen Interessen. Er starb am 3. Dezember 1906 im Alter von fast 80 Jahren.